# Ammotrecha itzaana
Espèce
Ammotrecha itzaana est une espèce de solifuges de la famille des Ammotrechidae.

## Distribution
Cette espèce est endémique du Yucatán au Mexique. Elle se rencontre vers Chichén Itzá.

## Description
Les mâles mesurent de 12,5 à 16,5 mm.

## Étymologie
Son nom d'espèce lui a été donné en référence au lieu de sa découverte, le Chichén Itzá.

## Publication originale
- Muma, 1986 : New species and records of Solpugidae (Arachnida) from Mexico, Central America, and the West Indies. Novitates Arthropodae, vol. 2, no 3, p. 1-23 (texte intégral).